# Avdat
La ciudad de Avdat (en hebreo: עבדת) también conocida como Ovdat, es una de las Ciudades del desierto de Néguev, declaradas Patrimonio de la Humanidad por la Unesco en 2005. Se encuentra en el desierto del Negev y era uno de los puntos estratégicos de las rutas caravaneras de los nabateos entre los siglos II a. C. y II de nuestra era. En concreto se situaba dentro de la ruta que unía a Gaza con Petra. En este yacimiento arqueológico fue rodada la película Jesucristo Superstar.